# Portada/efemèride setembre 15
Ric Ocasek
« 14 de setembre · 15 de setembre · 16 de setembre »